# Ditmarsken (1704)
 For alternative betydninger, se Ditmarsken. (Se også artikler, som begynder med Ditmarsken)
Ditmarsken (1704) var et dansk orlogsskib bygget i Neumühlen i 1704 og udgået i 1729.
| Længde:    | 137'       |
| Bredde:    | 36'        |
| Dybgang:   | 16'        |
| Besætning: | 402 mand   |
| Bevæbning: | 50 kanoner |